# Besbes (El Tarf)
Besbes (arabisch البسباس) ist eine algerische Gemeinde in der Provinz El Tarf mit 43.007 Einwohnern. (Stand: 1998)

## Geographie
Besbes wird umgeben von Zerizer im Nordosten und von Dréan im Westen. 15 Kilometer im Norden befindet sich die Meeresküste.

## Persönlichkeiten
- Hakim Traïdia (* 1956), niederländisch-algerischer TheaterspielerProvinz El Tarf
- Karim Traïdia (* 1949), niederländisch-algerischer Filmregisseur